# Czerwiec 2004

## 8 czerwca2004
- Prezydent Aleksander Kwaśniewski kolejny raz wręczył nominacje członkom rządu Marka Belki. Gabinet miał niemal identyczny skład jak mianowany 2 maja, a potem odrzucony przez Sejm. Zmiany dotyczą resortu zdrowia. Nowym ministrem został Marian Czakański.

## 13 czerwca2004
- W większości krajów UE odbyły się w wybory do Parlamentu Europejskiego. Frekwencja w Polsce wyniosła niecałe 21 proc.

## 18 czerwca2004
- Rada Europejska zatwierdziła projekt konstytucji.

## 22 czerwca2004
- Europejski Trybunał Praw Człowieka w Strasburgu orzekł, że Polska naruszyła postanowienia Europejskiej Konwencji Praw Człowieka, gwarantujące poszanowanie własności. Wyrok zapadł w sprawie Jerzego Broniowskiego, dotyczącej rekompensaty za mienie zabużańskie.

## 25 czerwca2004
- Dzięki poparciu 236 głosów rząd Marka Belki uzyskał w Sejmie wotum zaufania.

## 28 czerwca2004
- Władzę w Iraku przejął tymczasowy rząd kierowany przez Ijada Alawiego, co formalnie zakończyło amerykańską okupację Iraku.